# Ivan Vladimirovič Tananajev
Ivan Vladimirovič Tananajev (4. června 1904 – 28. února 1993) byl ruský chemik, člen korespondent (od roku 1946) a akademik AV SSSR (od roku 1958); zabýval se analytickou chemií, zejména aplikací fyzikálně-chemických metod. Byl trojnásobným nositelem Státní ceny SSSR (1949, 1951, 1971) a hrdinou socialistické práce (1984).
Tananajev vypracoval systematický postup pro mikroanalytické důkazy všech kationtů, vyskytujících se běžně vedle sebe. Tananajevův způsob je rychlý a je určen hlavně pro průmyslovou praxi. Jednotlivé kationty se určují specifickými kapkovými reakcemi, volenými tak, aby je nerušila přítomnost jejich iontů. Jednotlivé ionty se od sebe neoddělují srážením a filtrací, ale dokazují se přímo ve směsích; nejvýše se na hodinovém sklíčku srazí a roztok se od sedimentu oddělí odsáním kapilárou. Je to tedy nejjednodušší analytický způsob vůbec.